# Мейфилд, Лес
Лес Ме́йфилд (англ. Les Mayfield, род. 30 ноября 1959, Альбукерке, Нью-Мексико, США) — американский кинорежиссёр и кинопродюсер, снявший более десяти картин, включая «Парень из Энсино», «Флаббер» и «Бриллиантовый полицейский».

## Биография
Мейфилд родился в Альбукерке, Нью-Мексико, США. Окончил USC School of Cinematic Arts (1982).

## Фильмография

### Продюсер
| Год  | Русское название                                             | Название оригинала                            | Роль                    |
| ---- | ------------------------------------------------------------ | --------------------------------------------- | ----------------------- |
| 1997 | Фольксваген-жук                                              | The Love Bug                                  | исполнительный продюсер |
| 1997 | Башня ужаса                                                  | Tower of Terror                               | исполнительный продюсер |
| 1997 | Робинзоны из Беверли-Хиллз                                   | Beverly Hills Family Robinson                 | исполнительный продюсер |
| 1996 | TV’s All-Time Funniest Holidays                              |                                               | исполнительный продюсер |
| 1996 | Замороженная калифорнийка                                    | Encino Woman                                  | исполнительный продюсер |
| 1995 | Босой руководитель                                           | The Barefoot Executive                        | исполнительный продюсер |
| 1995 | Чумовая пятница                                              | Freaky Friday                                 | исполнительный продюсер |
| 1995 | Ведьмина Гора                                                | Escape to Witch Mountain                      | исполнительный продюсер |
| 1995 | Компьютер в кроссовках                                       | The Computer Wore Tennis Shoes                | исполнительный продюсер |
| 1994 | Мохнатый пес                                                 | The Shaggy Dog                                | исполнительный продюсер |
| 1993 | Spring Break '93                                             |                                               | исполнительный продюсер |
| 1993 | Cheers: Last Call!                                           |                                               | исполнительный продюсер |
| 1991 | Сердца тьмы: Апокалипсис кинематографиста                    | Hearts of Darkness: A Filmmaker’s Apocalypse  |                         |
| 1990 | Психо 4: Начало                                              | Psycho IV: The Beginning                      |                         |
| 1990 | Секреты трилогии «Назад в будущее»                           | The Secrets of the Back to the Future Trilogy |                         |
| 1987 | Китайская Одиссея: «Империя солнца», фильм Стивена Спилберга |                                               |                         |

### Режиссёр
| Год  | Русское название                    | Название оригинала                 |
| ---- | ----------------------------------- | ---------------------------------- |
| 2011 | Собачья команда 3D                  | The Dog Squad 3D                   |
| 2007 | По прозвищу «Чистильщик»            | Code Name: The Cleaner             |
| 2005 | Тот самый человек                   | The Man                            |
| 2001 | Американские герои                  | American Outlaws                   |
| 1999 | Бриллиантовый полицейский           | Blue Streak                        |
| 1997 | Флаббер                             | Flubber                            |
| 1994 | Чудо на 34-й улице                  | Miracle on 34th Street             |
| 1992 | Парень из Энсино                    | Encino Man                         |
| 1987 | Китайская Одиссея: «Империя солнца» | China Odyssey: 'Empire of the Sun' |
| 1985 | Создание фильма «Назад в будущее»   | The Making of «Back to the Future» |
| 1974 | 2010: The Odyssey Continues         | 2010: The Odyssey Continues        |